# Andrachne pusilla
Andrachne pusilla är en emblikaväxtart som beskrevs av Antonina Ivanovna Pojarkova. Andrachne pusilla ingår i släktet Andrachne och familjen emblikaväxter. Inga underarter finns listade i Catalogue of Life.